# آنا ماريا سورا
آنا ماريا سورا (مونتيفيديو، 10 يوليو 1952) هي سياسية وأخصائية اجتماعية ولدت في أوروغواي.
تم انتخابها لعضوية مجلس النواب في قائمة إسكويرا ريبابليكانا دي كاتالونيا.